# Base de Apoyo Logístico Comodoro Rivadavia
La Base de Apoyo Logístico "Comodoro Rivadavia" (BAL) es una unidad de arsenales del Ejército Argentino con asiento en la guarnición militar de Comodoro Rivadavia y que depende del Comando de la IX Brigada Mecanizada "Cnel. Luis Jorge Fontana", en el marco de la 3.ª División de Ejército "Tte. Gral. Julio Argentino Roca".
Esta base de apoyo logístico fue creada en el año 1992 suprimiendo al Batallón Logístico 9 y actualmente comparte las instalaciones de la guarnición junto al RI Mec 8 "Gral. Bernardo O'Higgins", la Ca Com Mec 9, la Ca Icia Mec 9 y el Cdo Br Mec IX (comando de brigada mecanizada).

## Historia
La Base de Apoyo Logístico «Comodoro Rivadavia» se creó el 10 de abril de 1992 sobre la base del Batallón Logístico 9 y la Compañía de Mantenimiento de Vehículos de Combate 181.

## Fábrica de acumuladores
En el año 2010 y en la BAL Comodoro Rivadavia, se creó la primera fábrica de baterías de la Patagonia para satisfacer necesidades de las Unidades del EA y de la Dirección de Arsenales. La factoría manufactura un número aproximado de 300 acumuladores por año para las Brigadas Mecanizadas IX, X y XI. Los acumuladores en cuestión son pertenecientes a los tanques SK-105 Kürassier y a los vehículos M113.

## Ejercicios
En el año 2019 la BAL participó del ejercicio «Rifleros del Chubut».